# Whittier (Alaska)
Whittier ist ein Dorf in der Chugach Census Area des US-Bundesstaats Alaska mit 272 Einwohnern (Stand 2020).
Whittier liegt an der nordöstlichen Küste der Kenai-Halbinsel an der Mündung des Passage Canal, westlich des Prinz-William-Sunds. Das Gemeindegebiet erstreckt sich über 51 km², wovon 32,5 km² auf Land und 18,5 km² auf Wasser entfallen. 

## Geschichte

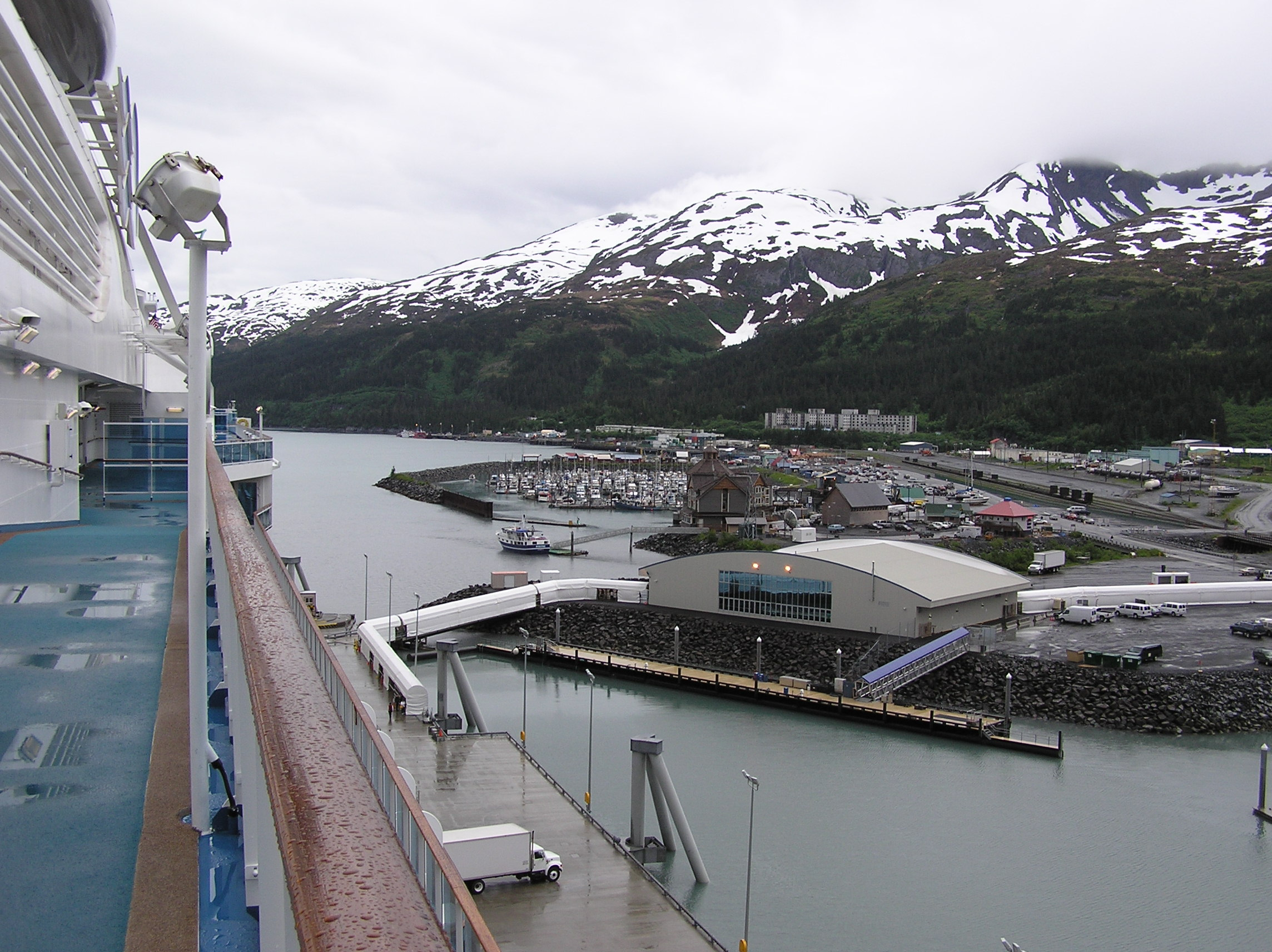
Hafen von Whittier (2005)

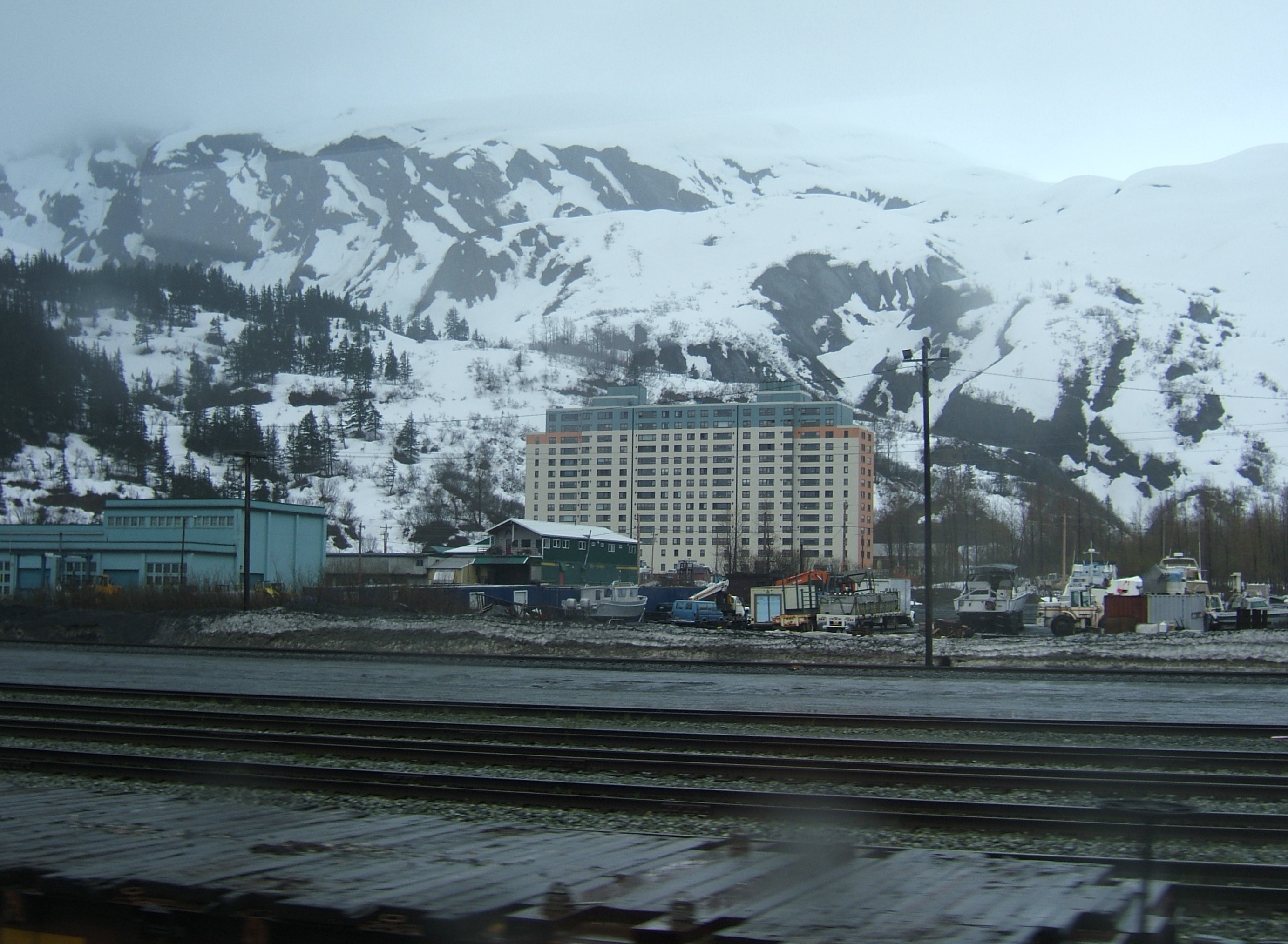
Begich Towers (2008)

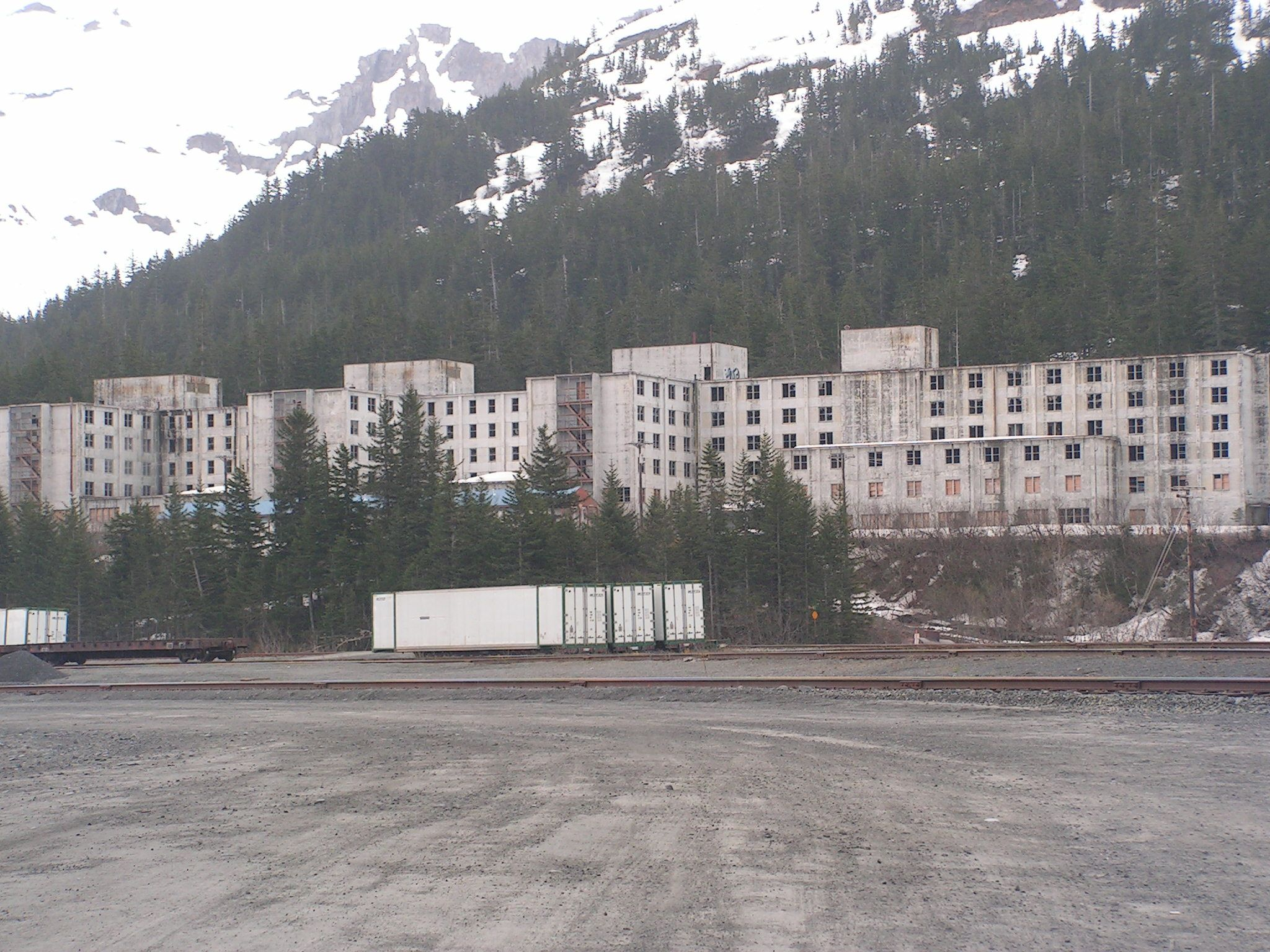
Buckner Building (2005)

Während des Zweiten Weltkriegs errichtete die United States Army nahe dem nach John Greenleaf Whittier benannten Whittier-Gletscher aufgrund der geschützten Lage einen Hafen und eine Bahnstation, die auch den Namen „Whittier“ erhielten. 1943 erreichte die Alaska Railroad den Ort. Der Hafen wurde bis 1960 als Militäreinrichtung genutzt. Ein durch das Karfreitagsbeben von 1964 ausgelöster Tsunami mit bis zu 13 m hohen Wellen beschädigte den Ort schwer und forderte 13 Todesopfer.
Zwei Anfang der 1950er Jahre gebaute Gebäude prägen das Ortsbild der Stadt. Die Begich Towers (früher Hodge Building) und das Buckner Building, damals eines der größten Gebäude Alaskas, beherbergten Soldaten sowie Büros und waren als „Stadt unter einem Dach“ konzipiert. Während das Buckner Building 1966 mit der Übergabe des Hafenbetriebs von der Armee zur General Services Administration und dem damit verbundenen Abzug der Soldaten geschlossen und dem Zerfall überlassen wurde, wurde das Hodge Building vom Bundesstaat Alaska übernommen und 1973/74 zu einem Apartmenthaus umgebaut. Mit der Renovierung wurde das 3-teilige Gebäude in Begich Towers umbenannt, zu Ehren des seit 1972 verschollenen Kongressabgeordneten Nick Begich. Heute steht das Gebäude unter der Verwaltung der Begich Towers Condominium Association of Apartment Owners.
Der 14-stöckige von Anton Anderson konstruierte Gebäudekomplex der Begich Towers beherbergt heute nicht nur den Großteil der Einwohner des Ortes, sondern auch die gesamte Infrastruktur der Stadt, wie die Verwaltung und Behörden der Gemeinde, Einkaufsmöglichkeiten, ein Hospital, Post, Bank, 2 Kirchengemeinden, Waschsalon, ein kleines Hotel (8 Suiten im obersten Stockwerk) sowie eine Freizeitanlage mit Schwimmbad und Fitnessräumen. Selbst die im Außenbereich untergebrachte Schule ist mittels eines Tunnels erreichbar, sodass man das Gebäude nicht verlassen muss. Aufgrund dessen erhielt Whittier auch den Spitznamen „Stadt unter einem Dach“ (“city under one roof”).
Außerhalb der Begich Towers gibt es in Whittier noch einen zusätzlichen Supermarkt, ein weiteres Hotel, diverse Cafés am Hafen sowie ein kleines Museum.
Durch das Abschmelzen des Barry-Gletschers droht die Region durch einen Bergrutsch von einer bis zu 500 Meter hohen Flutwelle verwüstet zu werden – einhergehend mit einem Erdbeben mit der Magnitude 7.

## Verkehr und Tourismus
Der Hafen ist ein Teil des Alaska Marine Highway. Es bestehen Fährverbindungen nach Valdez, Juneau, Yakutat, Ketchikan, Bellingham. Bei entsprechender Nachfrage wird saisonal auch eine Nonstop-Fährverbindung von und nach Bellingham angeboten.
Heute ist Whittier wegen seiner Schienen- und Straßenanbindung nach Anchorage und ins Landesinnere eine beliebte Anlaufstelle für Kreuzfahrtschiffe. Der Denali Express, eine von den Princess Cruises angebotene Nonstopverbindung in den Denali-Nationalpark, hat hier seinen Ausgangspunkt.
Der Anton Anderson Memorial Tunnel durch den Maynard Mountain verbindet Whittier mit dem nach Anchorage führenden Seward Highway. Der Tunnel selbst ist Teil des Portage Glacier Highways und mit 4050 m der zweitlängste Highwaytunnel und der längste kombinierte Bahn- und Straßentunnel Nordamerikas. 1943 nahm der Tunnel zunächst nur für Züge den Betrieb auf. Mitte der 1960er wurde ein Zug-Shuttleservice für Autos eingerichtet, der zwischen Whittier und Portage pendelte. Die Zunahme des Verkehrs machte eine Erweiterung des Bahntunnels um eine Straße erforderlich. Die Eröffnung des ausgebauten Tunnels fand im Juni 2000 statt.
Whittier verfügt über ein Flugfeld (Whittier Airport PAWR) mit einer unbefestigten, rund 450 m langen Piste sowie über ein Dock für Wasserflugzeuge.
Verschiedene Privatanbieter bieten Besichtigungstouren zu Gletschern und Inseln an sowie Fischer- und Jagdtouren. Boote und Kajaks in diversen Ausführungen können gemietet werden.